# Offentlig kunst i Lolland Kommune
Dette er en liste over offentlig kunst i Lolland Kommune.

## Liste

### Nakskov (4900)
| Billede | Titel / individ mindet                          | Placering                                                                                   | Billedhugger       | Skabt | Opstillet         | Kilde |
| ------- | ----------------------------------------------- | ------------------------------------------------------------------------------------------- | ------------------ | ----- | ----------------- | ----- |
|         | Nakskovdrengen                                  | Østre Boulevard 54°49′51″N 11°08′39″Ø / 54.830943°N 11.144283°Ø                             | Victor Kvedéris    |       | 1955              | [ 2 ] |
|         | Murstensskulptur                                | Jernbaneanlægget, Jernbanegade 54°49′57″N 11°08′20″Ø / 54.832403°N 11.138855°Ø              | Per Kirkeby        |       | 1992              | [ 3 ] |
|         | Sophus Bresemann                                | Jernbaneanlægget, Jernbanegade 54°49′58″N 11°08′19″Ø / 54.832648°N 11.138635°Ø              | Kaj Louis Jensen   |       | 1952              | Ref   |
|         | Hejrespringvand                                 | Jernbaneanlægget, Jernbanegade 54°49′58″N 11°08′18″Ø / 54.832851°N 11.13838°Ø               | Ukendt kunstner    |       | 1898              | Ref   |
|         | Mindestøtte for stormen på Nakskov 1659         | Jernbaneanlægget, Jernbanegad 54°49′55″N 11°08′21″Ø / 54.832055°N 11.139171°Ø               | Axel Ekberg        |       | 1910              | Ref   |
|         | Livets og frihedens port                        | Posthus, Nørrevold 54°50′00″N 11°08′15″Ø / 54.833303°N 11.137465°Ø                          | Børge Jørgensen    |       | 1987              |       |
|         | Gåsepigen                                       | Gåsetorvet 54°49′54″N 11°07′59″Ø / 54.831643°N 11.133026°Ø                                  | Carl Bagger        |       | 1966              | Ref   |
|         | Christian X                                     | Axeltorv 54°49′50″N 11°08′08″Ø / 54.830445°N 11.135566°Ø                                    | Victor Kvedéris    |       | 1952              | Ref   |
|         | Caritas                                         | Nygade 54°49′50″N 11°08′25″Ø / 54.830686°N 11.140392°Ø                                      | Axel Poulsen       |       | 1941              | Ref   |
|         | Fuglegruppe                                     | Indrefjordsanlægget, Winchellsgade 54°49′41″N 11°08′31″Ø / 54.828177°N 11.142014°Ø          | Helge Holmskov     |       | 1972              |       |
|         | Skulptur                                        | Nakskov Gymnasium, Søvej 54°50′03″N 11°08′23″Ø / 54.834304°N 11.139793°Ø                    | Søren Georg Jensen |       | 1980              |       |
|         | Foldninger                                      | U-Center, Lillievej 54°50′05″N 11°08′27″Ø / 54.834839°N 11.140893°Ø                         | Peter Weber        |       | 1999              |       |
|         | Ukendt titel                                    | U-Center, Lillieve 54°50′07″N 11°08′22″Ø / 54.835262°N 11.139429°Ø                          | Jan Leth           |       |                   |       |
|         | Aluminiumstårnet                                | U-Center, Lillievej 54°50′08″N 11°08′14″Ø / 54.835608°N 11.137256°Ø                         | Peer Bruun         |       | 1972              | Ref   |
|         | Ukendt titel                                    | U-Center, Lillievej 54°50′08″N 11°08′15″Ø / 54.835474°N 11.137618°Ø                         | Peer Bruun         |       | 1982              |       |
|         | Skibssætning                                    | Birkevænget 54°50′26″N 11°08′21″Ø / 54.840607°N 11.139139°Ø                                 | Søren West         |       | 1999              |       |
|         | Tre ansigter                                    | Havnegade 54°49′47″N 11°07′58″Ø / 54.829821°N 11.132664°Ø                                   | Thomas Kadziola    |       | 2001              |       |
|         | Nakskovpigen                                    | Hestehoved 54°49′58″N 11°05′31″Ø / 54.832871°N 11.092066°Ø                                  | Victor Kvedéris    |       | 1957              | Ref   |
|         | Digteren Olaf Hansen                            | Nordenkirke / Præstetræde 54°49′53″N 11°08′07″Ø / 54.831267080860734°N 11.135287407955134°Ø | Elias Østergaard   |       | 1949              | [ 2 ] |
|         | Hejrespringvandet også kaldet Storkspringvandet | Jernbanegade 54°49′58″N 11°08′18″Ø / 54.832847°N 11.138362°Ø                                |                    |       | 1901 Flyttet 1925 | [ 2 ] |

### Maribo (4930)
| Billede | Titel / individ mindet         | Placering | Billedhugger                                     | Skabt | Opstillet         | Kilde  |
| ------- | ------------------------------ | --- | ------------------------------------------------ | ----- | ----------------- | ------ |
|         | Uden titel                     | Administrationsbygning, Jernbanegade 54°46′32″N 11°30′06″Ø / 54.775612°N 11.501733°Ø                                  | Eva Sørensen                                     |       |                   | [ 8 ]  |
|         | Frederik VII                   | Torvet 54°46′26″N 11°30′07″Ø / 54.773997°N 11.501994°Ø                                                                | Lauritz Prior                                    |       | 1866              | [ 8 ]  |
|         | Lollandspigen                  | Torvet 54°46′28″N 11°30′06″Ø / 54.774402°N 11.501613°Ø                                                                | Victor Kvedéris                                  |       | 1960              | [ 8 ]  |
|         | Kaj Munk                       | Maribo gamle Rådhus, Torvet 54°46′26″N 11°30′05″Ø / 54.77389°N 11.501444°Ø                                            | Henry Luckow-Nielsen                             |       | 1964              | [ 8 ]  |
|         | To fodboldspillere             | Ved Klostersøen, Vestergade 54°46′25″N 11°29′48″Ø / 54.773633°N 11.496549°Ø                                           | Knud Nellemose                                   |       | 1973              | [ 9 ]  |
|         | Tre Mænd                       | Museumsgade 54°46′33″N 11°30′05″Ø / 54.775940°N 11.5013330°Ø                                                          | Jens Flensted Andersen                           |       | 1987              | [ 10 ] |
|         | Ukendt titel                   | Jernbanegade, Qvades Gård Tidl. Maribo Stiftsmuseum, Banegårdspladsen 54°46′35″N 11°30′04″Ø / 54.776512°N 11.501232°Ø | Anders Tinsbo                                    |       | 1975 Flyttet 2021 | [ 11 ] |
|         | Pige der sætter sit hår        | Maribo Stiftsmuseum, Banegårdspladsen 54°46′35″N 11°30′07″Ø / 54.776427°N 11.501859°Ø                                 | Povl Søndergaard                                 |       | 1951              |        |
|         | A. Holck                       | Maribo Stiftsmuseum, Banegårdspladsen 54°46′34″N 11°30′08″Ø / 54.776116°N 11.502224°Ø                                 | Aage Erhard                                      |       | 1944              |        |
|         | Mindesmærke for Hartvig Frisch | Refshalevej 54°46′27″N 11°30′33″Ø / 54.774071°N 11.509029°Ø                                                           | Ukendt kunstner                                  |       |                   | [ 9 ]  |
|         | Ukendt titel                   | | Poul E. Rasmussen                                |       | 1988              |        |
|         | Leonora Christina-støtten      | Maribo Domkirke, Maribo Søndersø 54°46′21″N 11°29′55″Ø / 54.77249°N 11.498625°Ø                                       | Ejnar Dyggve                                     |       |                   | [ 12 ] |
|         | Landskabsskulptur              | Maglemervej/ Hunseby Kirkevej 54°47′58″N 11°30′25″Ø / 54.79948°N 11.50691°Ø                                           | Arkitektfirmaet Adept                            |       | 2012              | [ 13 ] |
|         | Styrken                        | Svanevig Hospice 54°50′16″N 11°28′34″Ø / 54.83785°N 11.47612°Ø                                                        | Jesper Neergaard                                 |       | 2013              | [ 13 ] |
|         | Gavlmaleri                     | Østergade 4 54°46′28″N 11°30′09″Ø / 54.774572°N 11.502615°Ø                                                           | Peder Nyman                                      |       | 1984              | [ 13 ] |
|         | Relieffer                      | Østergade 2, Jyske Bank 54°46′28″N 11°30′08″Ø / 54.77435°N 11.502259°Ø                                                | Hans W. Larsen                                   |       | 1955              | [ 13 ] |
|         | Skulptur                       | Haven, Maribo Bibliotek 54°46′38″N 11°30′51″Ø / 54.7772°N 11.5143°Ø                                                   | Ole Find                                         |       | 1973              | [ 13 ] |
|         | Uden titel                     | Maribohallerne 54°46′28″N 11°30′54″Ø / 54.7745°N 11.5149°Ø                                                            | Peer Bruun                                       |       |                   | [ 11 ] |
|         | Pige med dukkevogn             | Søndersøhjemmet, Søndre Boulevard 54°46′15″N 11°30′15″Ø / 54.7707899°N 11.5042775°Ø                                   | Lise Ring                                        |       | 1977              | [ 11 ] |
|         | Vinkemanden                    | Nørregadeteatret, Banegårdspladsen 54°46′34″N 11°29′58″Ø / 54.7762°N 11.499550°Ø                                      | Palle Lindau                                     |       | 2011              | [ 11 ] |
|         | Erhard Frederiksen             | Indlørslen fra Rødbyvej til Skovnæs Tidligere Maribos vestlige rundkørsel                                             | Genskabt af Henning Jensen efter påkørsel i 1960 |       | 1917 Flyttet 1977 | [ 9 ]  |
|         | Mennesket i Mennesket          | Rødbyvej 54°46′32″N 11°29′09″Ø / 54.775449°N 11.4858718°Ø                                                             | Arne Rasmussen                                   |       | 1991              | [ 9 ]  |

### Kragenæs (4943)
| Billede | Titel / individ mindet | Placering                                                      | Billedhugger    | Skabt | Opstillet | Kilde |
| ------- | ---------------------- | -------------------------------------------------------------- | --------------- | ----- | --------- | ----- |
|         | Dodekalitten           | Kragenæsvej 62 54°54′24″N 11°21′23″Ø / 54.906650°N 11.356479°Ø | Thomas Kadziola |       | 2012-2025 | Ref   |

### Rødby (4970)
| Billede | Titel / individ mindet                       | Placering                                                                  | Billedhugger      | Skabt | Opstillet | Kilde |
| ------- | -------------------------------------------- | -------------------------------------------------------------------------- | ----------------- | ----- | --------- | ----- |
|         | Fugleflugt                                   | Havnegade 54°39′32″N 11°21′15″Ø / 54.658789°N 11.35419°Ø                   | Stine Ring Hansen |       | 1997      | Ref   |
|         | Fisken                                       | Havnevej 54°41′08″N 11°22′58″Ø / 54.685477°N 11.382901°Ø                   | Arleth            |       | 2005      | Ref   |
|         | Den der springer over, hvor gærdet er højest | Blomsterparken, Vestergade 54°41′39″N 11°22′55″Ø / 54.694058°N 11.381959°Ø |                   |       |           | Ref   |
|         | Tjur                                         | Blomsterparken, Vestergade 54°41′39″N 11°22′55″Ø / 54.694197°N 11.382008°Ø | Mette Hector      |       | 1976      | Ref   |
|         | Pige spiller fløjte                          | Mellemtorvet, Østergade 54°41′45″N 11°23′23″Ø / 54.695794°N 11.38959°Ø     | Johannes Hansen   |       | 1974      | Ref   |
|         | Gåsebrønden                                  | Østergade, Nørregade 54°41′45″N 11°23′15″Ø / 54.695749°N 11.387608°Ø       | Vita Thymann      |       |           | Ref   |
|         | Ukendt titel                                 | Lokal TV, Fruegade 54°41′48″N 11°23′20″Ø / 54.696612°N 11.389014°Ø         | Ukendt            |       |           | Ref   |